# Kungsö
Kungsö är en by i Jomala kommun på Åland. Där finns sevärdheten Kungsö batteri som är lämningarna av ett ryskt kustbatteri från Första världskriget.